# David Norman
David McDonald Norman Jr.  (Glasgow, 6 de maio de 1962) é um ex-futebolista profissional escocês naturalizado canadiano, que atuava como meia.

## Carreira
David Norman fez parte do elenco da histórica Seleção Canadense de Futebol da Copa do Mundo de 1986.